# حق التقادم (نقل السيادة)
في القانون، حق التقادم عبارة عن طريقة لنقل السيادة لمنطقة عبر القانون الدولي تشبه عقيدة الحيازة السلبية في القانون العام للعقارات الخاصة. ويشتمل حق التقادم على التعدي المفتوح من قبل المالك الجديد للمنطقة ذات الصلة لفترة زمنية طويلة، والذي يمثل المالك للمنطقة، بدون اعتراض أو أي احتجاجات أخرى من المالك الأصلي. وتهدف هذه العقيدة إلى تقنين نقل السيادة بالاعتراف القانوني بحكم القانون والأمر الواقع والناجم في جزء منه بسبب التجاهل الممتد للمالك الأصلي و / أو إهمال المنطقة ذات الصلة.
ويطلق على حيازة ممتلكات منقولة أو غير منقولة من خلال حق التقادم باسم «حق التقادم الحيازي» في حين أن فقد الممتلكات أو الحقوق يعرف باسم «التقادم المسقط».